# Lambert Schaus
Lambert Schaus (Ciutat de Luxemburg, 18 de gener de 1908 - Ciutat de Luxemburg, 10 d'agost de 1976) fou un polític, diplomàtic i advocat luxemburguès, que va ser ministre al seu país així com membre de la Comissió Europea entre 1959 i 1967.
Va néixer el 18 de gener de 1908 a la ciutat de Luxemburg. Va estudiar dret a la Universitat de París i Bonn. El 1932 va iniciar la seva activitat d'advocat al Tribunal d'Apel·lació de Luxemburg. Va morir el 10 d'agost de 1976 a la seva residència de la ciutat de Luxemburg.
Membre del consell municipal de la ciutat de Luxemburg, amb l'ocupació alemanya del país durant la Segona Guerra Mundial es negà a donar suport als nazis, per la qual cosa fou arrestat el 1941 per la Gestapo i internat en camps de treball a Sudetenland i la Selva Negra.
Membre del Partit Popular Social Cristià (CSV), en finalitzar la guerra retornà al seu país per esdevenir diputat a la Cambra de Diputats i ser nomenat l'agost de 1946 pel Primer Ministre de Luxemburg Pierre Dupont Ministre de Defensa, càrrec des del qual impulsà la creació d'un exèrcit propi. El juliol de 1948 abandonà el govern de la Unió Nacional i va esdevenir novament conseller municipal, càrrec que va mantenir fins al 1952. Aquell any fou nomenat ambaixador del seu país a Bèlgica, càrrec des del qual treballà per l'establiment de la Comunitat Econòmica Europea (CEE) i l'Euratom.
El 18 de juny de 1958 va ser nomenat membre de la Comissió Hallstein I en substitució de Michel Rasquin, mort l'abril d'aquell any, esdevenint Comissari Europeu de Transport. En el desenvolupament del seu càrrec de comissaris, que també realitzà en la Comissió Hallstein II, va obrir els mercats nacionals al transport des d'altres estats membre de la unió.